# Global Earth Observation System of Systems
Das Global Earth Observation System of Systems (GEOSS) ist eine Initiative der Group on Earth Observations (GEO) zur Erdbeobachtung im Rahmen des Programms Global Earth Observing System of Systems (ebenfalls GEOSS).

## Aufgaben
Es ist Ziel von GEOSS, dem Wohl von Mensch und Umwelt zu dienen:
- Verringerung von Verlusten bei Katastrophen
- Erforschung der Umweltfaktoren, die die Gesundheit des Menschen beeinträchtigen können
- Verbesserung des Umgangs mit der zur Verfügung stehenden Energie
- Erforschung der Klimaentwicklung
- Erforschung des Wasserkreislaufs und Verbesserung des Umgangs mit Wasser
- Verbesserung der Wetterbeobachtung und -vorhersage
- Erforschung und Schutz von Ökosystemen auf dem Land, an Küsten und in Meeren
- Beobachtung und Schutz der biologischen Artenvielfalt

## Beteiligungen
- In Deutschland sind verschiedene Ministerien mit D-GEO beteiligt. Es gibt ein eigenes GEO-Sekretariat.
- Auch Österreich ist eingebunden, das Projekt wird an der ZAMG betreut (GEO-Sekretariat).
- Die Europäische Kommission ergänzt GEOSS durch die europäischen Programme Kopernikus und INSPIRE.